# DiLEMmák
A
DiLEMmák – Írások a 21. századból
című mű
Stanisław Lem 2003-ban írt, magyarul 2005-ben megjelent esszékötete, amelyben a 2000-es évek társadalmi és politikai jelenségeit elemzi és karikírozza. Stílusa hasonlít korábban megjelent Szempillantás című kötetéhez, amelyben filozófiai és társadalmi kérdéseket elemez.
„Lem ezen esszéiben az aktuális „korszellemet” szedi ízekre, az itt és most eseményeinek keserű hangú kommentátora.
Elemzi az Egyesült Államok és Oroszország kormányainak legújabb lépéseit, mérlegeli az Amerikát ért terroristatámadás konzekvenciáit, képet ad a mai Lengyelország geopolitikájáról, valamint kritikus ítéletet hirdet az irodalom és a képzőművészet legfrissebb alkotásai fölött, nem kímélve a divatos áramlatokat. Haraggal kommentálja a tömegkultúra rémes süllyedését, aminek legékesebb bizonyítékai a reality show-k, továbbá hangot ad a tudomány legújabb eredményeiről alkotott véleményének – főleg a genetika területéről.
Stanisław Lem a tudományos-fantasztikus irodalom mestere, és ez esetben a tudományos előtagot tessék a legkomolyabban venni!” – olvasható a könyv hátsó borítóján.

## Magyarul
- DiLEMmák. Írások a 21. századból; ford. Keresztes Gáspár; Typotex, Bp., 2005
- DiLEMmák. Írások a 21. századból; ford. Keresztes Gáspár; 2. jav. kiad.; Typotex, Bp., 2006

## Fogadtatás
- összegyűjtött recenziók

Egyéb recenziók:
- Szépirodalmi Figyelő[halott link]
- magicafe
- nol
- Antropos